# Naucleopsis macrophylla
Naucleopsis macrophylla är en mullbärsväxtart som beskrevs av Friedrich Anton Wilhelm Miquel. Naucleopsis macrophylla ingår i släktet Naucleopsis och familjen mullbärsväxter. Inga underarter finns listade i Catalogue of Life.